# Gare de Sélestat
Gare de Sélestat – stacja kolejowa w Sélestat, w departamencie Dolny Ren, we Francji.

## Ruch pociągów
- Corail
  - Linia Strasburg - Lyon przez Colmar, Miluza, Belfort, Besançon, Lons-le-Saunier, Bourg-en-Bresse.

Z dniem 11 grudnia 2011, wraz z przybyciem pociągów TGV Ren-Rodan pociągi TGV zastąpią Corail. Sélestat traci bezpośrednie połączenie z Franche-Comté i Rodan-Alpy. Przesiadka w Colmar i Miluzie będzie teraz konieczna.
- Pociąg EuroCity
  - EuroCity Iris 96: Zurych - Basel SBB - Strasburg - Metz - Luksemburg - Bruksela, w innym kierunku, jest to numer 97.
  - EuroCity Vauban 90: Brig-Glis - Basel SBB - Strasburg - Metz - Luksemburg - Bruksela, w innym kierunku, jest to numer 91.
  - EuroCity 295 Jean Monnet: Bruksela - Luksemburg - Metz - Strasburg - Basel SBB, w innym kierunku, jest to numer 296

- Corail Lunéa
  - Linia Strasburg - Nicea
  - Linia Strasburg - Cerbère - tylko w weekendy

- TER Alsace
  - Linia Strasburg - Bâle (TER 200)
  - Linia Sélestat - Molsheim przez Dombach-la-Ville, Barr, Obernai.

Z dniem 11 grudnia 2011, czyli cztery i pół roku po wprowadzeniu LGV Est européenne i 40 lat, po testach z TGV 001 na jego terytorium, pociągi TGV będą się zatrzymywać w Sélestat codziennie do / z Paryża w czasie jazdy około 2 h 40 minut.